# Hebron (Wisconsin)
Hebron è un comune degli Stati Uniti, situato in Wisconsin, nella Contea di Jefferson.